# Козлов, Александр Александрович (обер-полицмейстер)
Алекса́ндр Алекса́ндрович Козло́в (1837 — 1924) — русский государственный и военный деятель. Генерал от кавалерии (1896), генерал-адъютант (1905).
Санкт-Петербургский обер-полицмейстер (1881—82), Московский обер-полицмейстер (1878—1881 и 1882—1887), Московский генерал-губернатор (14 апреля — 15 июля 1905). С именем А. А. Козлова связано восстановление института московских генерал-губернаторов, приостановленного Высочайшим указом 1 января 1905 года.

## Биография
Родился в Петербурге в старинной дворянской семье, происходящей из дворян Нижегородской губернии. Правнук героя штурма Измаила Н. Д. Арсеньева.
По окончании Пажеского корпуса в 1855 году был выпущен прапорщиком в лейб-гвардии Измайловский полк, которым, в своё время, командовал его отец генерал-майор Александр Павлович Козлов. Затем несколько лет служил в лейб-гвардии 1-м Стрелковом батальоне, а в 1861 году был переведён в кавалерию. Далее служил в корпусе жандармов.
В свою бытность Московским обер-полицмейстером пользовался полным доверие и пониманием со стороны тогдашнего генерал-губернатора князя В. А. Долгорукова. 25 сентября 1880 года Козлов направил директору Департамента полиции барону И. О. Велио доклад (проект о секретно-розыскном отделении), в котором анализировал состояние политического розыска в Москве и высказывал своё мнение об организации нового ведомственного органа. По проекту Козлова выделялось семь направлений работы будущего отделения. На следующий день генералу Козлову было направлено распоряжение о немедленном создании секретно-розыскного отделения. Председательствовал в учрежденной императором Александром III в 1884 году «Временной комиссии по фабрично-заводским делам при московском обер-полицмейстере», имел право приглашать для личных объяснений фабрикантов, заводчиков и рабочих.
Граф Сергей Юльевич Витте отзывался о нём так: «…генерал Козлов, человек, правда, весьма порядочный, но по натуре своей не „полицейский“ человек». Но по свидетельству шефа жандармов В. Ф. Джунковского, «А. А. Козлов пользовался очень большой симпатией и уважением среди всех слоев населения, не исключая и рабочих и простого люда, а также и учащейся молодежи». Открыто покровительствовал рано овдовевшей купчихе Маргарите Оттовне Мамонтовой, по слухам, был отцом её обеих дочерей. Будучи холостяком, Козлов не скрывал своих нежных чувств к Маргарите Оттовне, каждый день навещал её (он жил напротив), был опекуном её дочек и имел большое влияние на их воспитание.
В 1887 году А. А. Козлов был назначен почётным опекуном Московского присутствия Опекунского совета. Также участвовал в решении проблемы размещения больных и раненых воинов, прибывавших с фронта русско-японской войны.
Жил в Арбатской части в доме князя Г. Г. Гагарина на Тверском бульваре (он же дом № 28 по Большой Никитской улице)  (в 1923 году на месте этого дома был установлен памятник К. А. Тимирязеву).Занимался составлением новых штатов московского градоначальства и столичной полиции. Для должности московского генерал-губернатора Козлов оказался весьма мягкосердечен. В середине мая 1905 года Козлов дал градоначальнику графу П. А. Шувалову разрешение на похороны по христианскому обряду мануфактур-советника Саввы Тимофеевича Морозова, по официальной версии покончившего самоубийством. Самостоятельность московского генерал-губернатора Козлова превосходила ожидания монарха, так, Козлов разрешил главе Московской управы Ф. А. Головину проведение Земского съезда (6—8 июля 1905 года в Москве в доме Павла Дмитриевича Долгорукова на Большой Знаменке).
Хотя в день открытия съезда полиция и явилась с предписанием всем разойтись, но когда присутствующие отказались расходиться, то всего лишь были переписаны полицией, которая затем покинула дом. В ответ на требование самого монарха закрыть съезд, переданное через шефа корпуса жандармов Д. Ф. Трепова, генерал-губернатор Козлов заявил, что после визита полиции съезд запрещать неудобно. Изумленный государь оставил на докладе Трепова резолюцию: «Где мои верноподданные слуги?». Неудивительно, что А. А. Козлов долго не пробыл на посту губернатора. И после убийства московского градоначальника графа П. П. Шувалова (15 июля 1905) был отставлен от должности генерал-губернатора.
Оставил службу по состоянию здоровья и уехал для лечения за границу. Поселился сначала в Берлине, затем во Франции. Зинаида Григорьевна Морозова в своих воспоминаниях отмечает, что А. А. Козлов был человеком своеобразным, но честным, порядочным и откровенным. Скончался на 88-м году жизни в Дрездене (Германия).
Брат — Козлов, Павел Александрович (1841—1891), в 1864 году был адъютантом цесаревича Николая Александровича, позднее — цесаревича Александра Александровича.

## Послужной список
- 1855 — 11 июня начал действительную службу прапорщиком лейб-гвардейского Измайловского резервного полка. Участвовал в военной кампании 1855 года.
- 1857 — 7 апреля получил чин подпоручика.
- 1858 — 23 марта получил чин поручика
- 1861 — с 29 апреля по 24 ноября 1865 адъютант Санкт-Петербургского военного генерал-губернатора А. А. Суворова.
- 1861 — 30 августа получил чин штабс-ротмистра.
- 1863 — 17 апреля получил чин ротмистра.
- 1865 — с 24 ноября по 18 марта 1869 Рижский старший полицмейстер.
- 1866 — 17 апреля получил чин полковника.
- 1869 — с 18 марта по 2 апреля 1873 помощник Санкт-Петербургского обер-полицмейстера.
- 1870 — назначен флигель-адъютантом Его Императорского Величества.
- 1872 — 16 апреля получил чин Свиты Его Величества генерал-майора.
- 1873 — с 2 апреля по 26 июля 1878 помощник Санкт-Петербургского градоначальника Ф. Ф. Трепова.
- 1878 — с 14 октября по 13 августа 1881 Московский обер-полицмейстер.
- 1881 — 12 августа подписан высочайший указ «О преобразовании управления С.-Петербургскою столицею».
- 1881 — с 13 августа по 26 июля Санкт-Петербургский обер-полицмейстер. Правление Козлова в Петербурге памятно открытием первой в городе телефонной станции.
- 1882 — с 26 марта по 26 июля Санкт-Петербургский обер-полицмейстер и исправляющий должность начальника штаба Отдельного корпуса жандармов.
- 1882 — с 26 июля по 11 января 1887 Московский обер-полицмейстер.
- 1883 — 30 мая получил чин генерал-лейтенанта.
- 1887 — 17 января назначен почётным опекуном по Московскому присутствию.
- 1896 — 12 июля получил чин генерала от кавалерии.
- 1900 — вышел в отставку.
- 1905 — с 14 апреля по 15 июля Московский генерал-губернатор. Назначен именным Высочайшим указом от 14 апреля 1905 года.
- 1905 — назначен генерал-адъютантом к Его Императорскому Величеству.

## Награды
- Орден Святой Анны 3 степени (1862)[4];
- Орден Святого Владимира 4 степени (1863)[4];
- орден Святого Станислава 2 степени (1864)[4];
- Орден Святой Анны 2 степени (1867)[4];
- Орден Святого Владимира 3 степени (1869)[4];
- Назначение флигель-адъютантом Его Императорского Величества и Монаршее благоволение (1870)[4];
- Монаршее благоволение (1871)[4];
- Чин генерал-майора и назначение в Свиту Его Величества (1872)[4];
- Орден Святого Станислава 1 степени и Монаршее благоволение (1874)[4];
- Орден Святой Анны 1 степени (1877)[4];
- Орден Святого Владимира 2 степени и Монаршее благоволение (1881)[4];
- Высочайшая благодарность (1882)[4];
- Чин генерал-лейтенанта и золотая, украшенная бриллиантами табакерка с вензелем Высочайшего имени[4] (за наведение и поддержание порядка в Москве во время коронации Александра III) (1883);
- Золотая медаль «В память освящения Храма Христа Спасителя» (июнь 1883);
- Монаршее благоволение (1886)[4];
- Орден Белого Орла (1887)[4];
- Орден Святого Александра Невского (1891)[4];
- Бриллиантовые знаки Ордена Святого Александра Невского и чин генерала от кавалерии (1896)[4];
- Орден Святого Владимира 1 степени (1901)[4];
- назначение генерал-адъютантом к Его Императорскому Величеству (1905)[4].

Иностранные:
- Орден Фридриха 2 степени (1872, королевство Вюртемберг)[4];
- Орден Франца-Иосифа командорский крест со звездой (1872, Австро-Венгрия)[4];
- Орден Короны 2 степени со звездой (1873, королевство Пруссия)[4];
- Орден Почётного Легиона командорский крест (1873, Третья Французская республика)[4];
- Орден Франца-Иосифа 1 степени (1874, Австро-Венгрия)[4];
- Орден Льва и Солнца 1 степени (1874, Персия)[4];
- Орден Святого Олафа 1 степени (1877, королевство Швеция)[4];
- Орден Князя Даниила I 1 степени (1883, княжество Черногория)[4];
- Орден «Святой Александр» 1 степени (1883, княжество Болгария)[4];
- Орден Изабеллы Католички 1 степени (1883, королевство Испания)[4];
- Орден Фридриха 1 степени (1883, королевство Вюртемберг)[4];
- Орден Такова 1 степени (1884, королевство Сербия)[4];
- Орден Саксен-Эрнестинского дома большой крест (1885, герцогство Саксен-Мейнинген)[4].